# Tibellus paraguensis
Tibellus paraguensis là một loài nhện trong họ Philodromidae.
Loài này thuộc chi Tibellus. Tibellus paraguensis được Eugène Simon miêu tả năm 1897.